# Statue de Pouchkine à Washington
 (décembre 2020).
La statue de Pouchkine est une statue en plein air située à Washington aux États-Unis qui représente le poète russe Alexandre Pouchkine. Cette statue de bronze, œuvre d'Alexandre Bourganov (en), a été élevée le 20 septembre 2000 à l'angle de la 22e rue sur le campus de la George Washington University.

## Historique et description
L'idée d'ériger une statue en l'honneur de Pouchkine revient à James W. Symington, président de la fédération des associations de coopération culturelle américano-russe. Les fondations sont creusées en juin 1999 sur le campus de l'université. En échange, une statue du poète américain Walt Whitman est érigée à Moscou.
La statue de Pouchkine est un don de la ville de Moscou à la municipalité de Washington qui l'offre à l'université George Washington. Elle représente le poète en pied, adossé à une colonne surmontée d'un petit Pégase doré, symbole de l'inspiration poétique.